# Untereggen
Untereggen (toponimo tedesco) è un comune svizzero di 1 027 abitanti del Canton San Gallo, nel distretto di Rorschach.

## Geografia fisica
Il territorio di Untereggen si estende sulle colline sovrastanti la sponda sudorientale del lago di Costanza.

## Storia
Il comune politico di Untereggen è stato istituito nel 1803 e comprendeva anche le località di Eggersriet e Grub, separatesi nel 1827 da Untereggen per costituire il comune autonomo di Eggersriet.

## Monumenti e luoghi d'interesse
- Chiesa parrocchiale cattolica di Santa Maria Maddalena, eretta nel 1677, ampliata nel 1701 e ricostruita nel 1782-1784[3];
- Möttelischloss, castello costruito dai Von Sulzberg nel 1200 circa e ricostruito nel XV-XVI secolo dai Mötteli vom Rappenstein[3].

## Società

### Evoluzione demografica
L'evoluzione demografica è riportata nella seguente tabella:
Abitanti censiti

## Economia
Untereggen è un paese prevalentemente agricolo e residenziale.

## Infrastrutture e trasporti
Il territorio di Untereggen è brevemente attraversato dalla strada principale 445.